# Lívia Rév
Dans le nom hongrois Rév Lívia, le nom de famille précède le prénom, mais cet article utilise l’ordre habituel en français Lívia Rév, où le prénom précède le nom.
Lívia Rév est une pianiste hongroise née le 5 juillet 1916 à Budapest, et morte le 28 mars 2018 à La Celle-Saint-Cloud,.

## Biographie
Musicienne précoce, Lívia Rév remporte à neuf ans le Grand prix des enfants prodiges et interprète à douze ans le concerto en mi mineur pour deux pianos de Mozart.
Elle intègre ensuite l'Académie Franz Liszt de Budapest et devient notamment l'élève de Léo Weiner. En 1946, elle quitte la Hongrie, et poursuit ses études musicales au Conservatoire de Vienne, auprès de Paul Weingarten. 
Elle amorce ensuite une carrière internationale et entreprend de nombreuses tournées en Europe, en Asie, en Afrique et aux États-Unis. Elle est accompagnée par des chefs d'orchestre aussi réputés qu'Adrian Boult, André Cluytens, Jascha Horenstein, Eugen Jochum, Josef Krips, Rafael Kubelík, Hans Schmidt-Isserstedt, Constantin Silvestri et Walter Susskind.
Parallèlement, elle donne des cours d'interprétation à l'Université musicale internationale de Paris.
Son activité pianistique s'est prolongée après son quatre-vingt dixième anniversaire.
Une place Lívia Rév a été inaugurée le 21 juin 2019 à La Celle-Saint-Cloud. 